# Benedizione di Giacobbe
La Benedizione di Giacobbe è un dipinto a olio su tela realizzato indicativamente nel 1713-1714 da Giambattista Pittoni, e conservato nel museo nazionale Ermitage di San Pietroburgo.

## Descrizione
Al museo Ermitage di San Pietroburgo in Russia sono collezionati sei dipinti di Pittoni che descrivono i vari momenti della sua vita artistica. Alcuni di questi provengono da residenze russe principesche, tra cui il Castello di Gatčina (reggia).
La Benedizione di Giacobbe entra al museo Ermitage nel 1922, a cui fu conferito dall'Accademia di Belle Arti che la possedeva dalla sua fondazione da parte di Shuvalov, nel 1758.